# Ordre de succession à l'ancien trône d'Italie
Pour les articles homonymes, voir Trône (homonymie).
 (août 2021).
La mise en forme du texte ne suit pas les recommandations de Wikipédia : il faut le « wikifier ».
Les points d'amélioration suivants sont les cas les plus fréquents. Le détail des points à revoir est peut-être précisé sur la page de discussion.
- Les titres sont pré-formatés par le logiciel. Ils ne sont ni en capitales, ni en gras.
- Le texte ne doit pas être écrit en capitales (les noms de famille non plus), ni en gras, ni en italique, ni en « petit »…
- Le gras n'est utilisé que pour surligner le titre de l'article dans l'introduction, une seule fois.
- L'italique est rarement utilisé : mots en langue étrangère, titres d'œuvres, noms de bateaux, etc.
- Les citations ne sont pas en italique mais en corps de texte normal. Elles sont entourées par des guillemets français : « et ».
- Les listes à puces sont à éviter, des paragraphes rédigés étant largement préférés. Les tableaux sont à réserver à la présentation de données structurées (résultats, etc.).
- Les appels de note de bas de page (petits chiffres en exposant, introduits par l'outil «  Source ») sont à placer entre la fin de phrase et le point final[comme ça].
- Les liens internes (vers d'autres articles de Wikipédia) sont à choisir avec parcimonie. Créez des liens vers des articles approfondissant le sujet. Les termes génériques sans rapport avec le sujet sont à éviter, ainsi que les répétitions de liens vers un même terme.
- Les liens externes sont à placer uniquement dans une section « Liens externes », à la fin de l'article. Ces liens sont à choisir avec parcimonie suivant les règles définies. Si un lien sert de source à l'article, son insertion dans le texte est à faire par les notes de bas de page.
- La présentation des références doit suivre les conventions bibliographiques. Il est recommandé d'utiliser les modèles {{Ouvrage}}, {{Chapitre}}, {{Article}}, {{Lien web}} et/ou {{Bibliographie}}. Le mode d'édition visuel peut mettre en forme automatiquement les références.
- Insérer une infobox (cadre d'informations à droite) n'est pas obligatoire pour parachever la mise en page.

Pour une aide détaillée, merci de consulter Aide:Wikification.
Si vous pensez que ces points ont été résolus, vous pouvez retirer ce bandeau et améliorer la mise en forme d'un autre article.

Les armes du royaume d'Italie

L'ordre de succession à l'ancien trône d'Italie était la hiérarchie de la maison de Savoie pour la transmission du titre de roi d'Italie. À la suite du référendum de 1946 et de la cessation du titre royal, cette hiérarchie identifie aujourd'hui exclusivement le chef de la maison de Savoie et règle sa succession.
Victor-Emmanuel de Savoie agit en tant que chef de la maison de Savoie depuis 1983, année de la mort d'Humbert II, mais ce titre et les prérogatives qui en découlent (le grand magistère des ordres dynastiques savoyards et le titre de duc de Savoie) sont contestés par Amédée de Savoie-Aoste. Cette dispute serait née à la suite du mariage entre Victor-Emmanuel et Marina Ricolfi Doria, situation qui aurait amené, selon la loi dynastique de la maison de Savoie, Victor Emmanuel et sa descendance hors de l'ordre de la succession.
Selon les partisans de Victor-Emmanuel, le chef de la maison de Savoie peut légitimement modifier de manière autonome et unilatérale les critères de succession dynastiques, bien que cela ne soit jamais arrivé, dans le passé, durant les dix siècles de règne de la dynastie. Dans ce cas, selon une modification des lois dynastiques faite par Victor-Emmanuel en 2019, la succession suivrait actuellement le critère de l'égalité des d'aîné. d'aînesse et le titre de chef de maison reviendrait au fils aîné.
Au contraire selon les partisans d'Aimon de Savoie-Aoste, lequel successeur de son père Amédée, les lois de succession dynastiques peuvent être modifiées seulement de deux manières: avec l'exercice effectif combiné aux pouvoirs de la Couronne et du Parlement,, ou avec un accord préventif écrit et signés par tous les princes majeurs de la famille laquelle position en ordre de succession serait altérée. En l'absence de ces conditions, compte tenu de l'ordre républicain actuel de l'État et qu'aucun accord préalable n'a été conclu entre tous les princes majeurs de la maison de Savoie, selon les partisans d'Aimon il ne serait pas possible à Victor-Emmanuel de faire modifications unilatérales des lois susmentionnées. La succession suivrait donc le critère de la primogéniture masculine selon la loi salique, c'est-à-dire qu'elle se fonderait sur le règlement resté « cristallisé » en juin 1946, en vigueur au moment de la cessation de l'institution monarchique en Italie.

## Lois de succession
Sont éligibles à la succession au trône italien tous les membres masculins de la maison de Savoie issus d’une union légitime et acceptée par le chef de famille. L’ordre successoral s’appuie en effet sur l’idée de primogéniture mâle (« loi salique ») et exclut donc l’ensemble des femmes et des enfants naturels. Outre ces exigences généalogiques, les membres de la Maison de Savoie doivent professer la foi catholique pour intégrer l’ordre de succession.
Ces règles de succession sont définies dans le Statut albertin de 1848, qui reprend largement les termes des lettres patentes de 1780 et de 1782 du roi Victor-Amédée III. Elles ont toutefois été précisées dans le Codice civile de 1942 (art. 92, 105 et 114).

## Règles sur les mariages
(août 2021).
Le contenu est difficilement compréhensible vu les erreurs de traduction, qui sont peut-être dues à l'utilisation d'un logiciel de traduction automatique.
La succession dynastique dans la Maison de Savoie, étroitement interconnectés aux règlements sur les mariages princiers, est réglementée par une série de règles nées à l'aube de la dynastie, transmise oralement à partir de l'an 1000 au moins, codifié à partir de 1780 et jamais abrogée, contnue dans une pluralité d'actes.

### Royaume de Sardaigne
- Les lettres patentes royales du 13 septembre 1780, délivrées par Victor-Amédée III

Art. 1. Il ne sera pas permis aux Princes du Sang de contracter mariage sans avoir obtenu au préalable l'autorisation de nous ou de nos véritables successeurs, et si certains d'entre eux manquent à ce devoir indispensable, il sera soumis aux dispositions que nous ou de vrais successeurs considéreront convenables.
Art. 2. Si à l'inexécution de cette obligation s'ajoute la qualité de mariage contracté avec une personne d'état et de statut inférieur, tant les contractants que les descendants de ce mariage seront certainement entendus comme ayant perdu la possession des biens. et les droits découlant de la couronne et la raison pour y réussir, ainsi que de tout honneur et prérogative de la Famille.
Art. 3. Cependant, lorsque le reflet de quelque circonstance singulière nous détermine, nous ou nos véritables successeurs, à permettre que le mariage inégal soit contracté, nous réservons dans ce cas à l'autorité souveraine d'en prescrire pour les effets les conditions et précautions, qu'ils devront respecter.
- L'édit royal du 16 juillet 1782, également publié par Vittorio Amedeo III :

Art. 10. Les mariages des Princes de notre Maison, affectant essentiellement le décorum de la Couronne et le bien de l'État, ne pourront donc se contracter sans la permission de Nous, ou des successeurs royaux, et à défaut de certains d'entre eux Princes à ce devoir indispensable, ils se soumettront à ces dispositions, qui, le cas échéant, seront ordonnées par Nous, qui donne des successeurs royaux, également conformément au Patenti Nostre du 13 septembre 1780, sous réserve également d'accompagner le permis avec des conditions qui seront jugées appropriées et convenables.
- Le Statut Albertin du 4 mars 1848 :

Art. 2. L'Etat est gouverné par un Gouvernement Monarchique Représentatif. Le Trône est héréditaire selon la loi salique.

### Royaume d'Italie
Les critères fondamentaux relatifs au mariage ont été mis en œuvre par les deux éditions du Code civil :
- Le Code civil du 2 avril 1865 :

Art. 69. Le consentement du Roi est requis pour la validité des mariages des princes et princesses royales.
Art. 81. Le consentement des ascendants, s'il n'est pas donné personnellement devant l'officier de l'état civil, doit être constaté par un acte authentique, qui contient l'indication précise à la fois du conjoint auquel le consentement est donné et de l'autre.
- Le Code civil du 16 mars 1942 :

Art. 92. Le consentement du Roi Empereur est requis pour la validité des mariages des princes et princesses royales.

### Analyse
Les mariages des princes de la maison de Savoie se font rigoureusement entre égaux: cet usage, joint au droit d'aînesse et à l'exclusion des lignées féminines, est attesté depuis la fondation de la dynastie, à l'époque d' Humbert (conte de Savoie) dit Humbert aux Blanches- Mains, et depuis l'an mil, l'héritier du trône n'était tel que s'il avait contracté un mariage de rang égal avec le consentement préalable du Chef de la Maison de Savoie. Cette particularité, véritable coutume transmise oralement et observée avec rigueur durant les siècles suivants, avait pour but d'éviter que des sujets potentiellement déstabilisant pour la Couronne ou pour l'état ne fasse partie de la famille. Au XVIIIe siècle, alors que de nombreuses dynasties, pour éviter les disputes, commencèrent à transcrire les usages transmis oralement qui définissaient les devoirs des princes, le roi de Sardaigne Victor-Amédée III codifia par écrit les traditions qui régissaient la succession dans la Maison de Savoie dans les lettres patentes du 13 septembre 1780,.
Conformément à beaucoup de familles royales européennes (comme, par exemple, celle belge, celle danoise, celle hollandaise, ou celle espagnole), aussi dans la Maison de Savoie le prince qui va se marier doit obligatoirement recevoir le consentement du mariage par le Chef de la Maison,. En cas de mariage morganatique, le prince doit s'engager à renoncer pour lui et ses descendants la perte de tous ses droits à la Couronne.
L'art. 1 des lettres patentes royales de 1780 prévoit que, dans le cas où un mariage est célébré entre famille princière sans l'autorisation préventive du Chef de la Maison de Savoie, ce dernier pourra décider au cas par cas les sanctions à imposer. L'art. 2, en revanche, décrit un cas particulier et plus grave: celui qui, outre l'absence d'autorisation préventive du chef de la Maison de Savoie, on ajoute la circonstance du mariage inégal (par exemple un prince qui épouse une bourgeoise, ou un membre de la petite noblesse). Dans ce cas, toujours selon l'article 2, il est prévu la décadence automatique du prince contractant mariage et l'exclusion de quelconque titre et droits de succession pour lui et sa descendance. Enfin l'article 3 prévoit la possibilité qu'un prince contracte mariage inégal, prévoit toujours l'absence obligatoire de la part du Chef de la Maison de Savoie. Ce dernier pourra alors, avec acte écrit, déclarer le mariage dynastique ou morganatique : dans le premier cas le prince contractant mariage maintiendra ses titres et droits et les transmettra à son épouse et la descendance éventuelle (comme dans le cas des noces entre le prince Ferdinand de Savoie, duc de Gênes, et Marie-Louise Alliaga Gandolfi des comtes de Ricaldone, qui devient duchesse de Gênes), alors que dans le second cas le prince contractant mariage maintiendra ses propres droits et titres, mais ne les transmettra ni à son épouse, ni à l'éventuelle descendance (comme dans le cas des noces entre Eugène-Emmanuel de Savoie-Villafranca avec Félicitée Crosio, qui n'assuma aucun titre d’époux).
La décadence d'un prince qui se marie sans le consentement royal et son exclusion de la ligne de succession sont automatiques et ne nécessitent aucun acte ultérieur de la part du Chef de la Maison de Savoie, comme prévu par l'art. 2 (« [...] s'accorderont sans autre déclin... »). Le prince déchut ne peut s'attacher et contre telle situation : « Il n'est pas admis de réclamation d'aucune autorité. » Le successeur au trône est toujours identifié par les lois de succession dynastiques, et jamais par voies arbitraires ou testamentaire : « les pouvoirs du nouveau Roi ne dérivent du précédent, mais directement de la constitution ». Le Statuto Albertin, adopté en 1848, ne s'appesantit pas sur les lois de succession mais confirme les précédentes dispositions, à la différence des autres constitutions de la même époque, indications de règles en mérite à la succession. L'art.2 du Statut indique en effet :  précisant ainsi que les dames sont exclues de l'ordre de succession. Le Statut Albertin a abrogé dispositions précédentes contraires à celui-ci selon la lecture de l'article selon la lecture de l'art 81 (« Chaque loi contraire au Statut est abrogé ») mais, sur la base de la doctrine prévalente à la période monarchiste, les normes dynastiques contenues dans les lettres royales patentes de 1780 et dans l'édit royal de 1782 ne sont contraire au Statuto à partir du moment qui prévoit lui-aussi la loi salique, en précisant les critères d'application à travers la règle sur les mariages princiers.
À nouveau, à la confirmation de la validité des dispositions du dix-huitième siècles, les articles insérés dans le Code civil de 1865, et dans le Code civil de 1942, qui prescrivent l'obligation du royaume absent avant les noces : "[...]on ne peut considérer comme légitimes descendants pour la succession au trône se les fils ne sont pas nés du mariage considéré légitime selon les principes de notre droit public, Pour que le mariage soit légitime ces effets il faut : D'abord qu'ait été fait avec le consentement du Roi conformément à la disposition de l'article 69 du Code Civil, Puis qu'il ne soit pas contracté avec une personne de condition inférieure, c'est-à-dire qui n'appartiennent pas à la catégorie des princes de famille régnantes ou ex-régnantes. Ceci en vertu du permis royal du 13 septembre 1780 et du billet royal du 28 octobre de la même année. Ces dispositions restent en vigueur, n'ayant été abrogées par des lois ou des décrets ultérieurs." 
La loi no 2693 du 9 décembre 1928, qui a institué le Grand Conseil du fascisme, en son article 12 a établi qu'il avait la faculté, entre autres, de se prononcer sur les questions de succession au trône. Cependant, de 1928 à 1943, année de l'abolition de la loi précitée et du Grand Conseil lui-même, aucune proposition de modification des critères de succession n'a été présentée. Le principe du consentement préventif ne fut retenus contraire par la Constitution de la République italienne de 1948, au moment celui ci reste dans l'assentiment du président de la République pour les militaires de haut rang et pour les diplomates de carrière, c'est-à-dire pour ces sujets qui, comme les membres de la famille royale, représentaient par leurs fonctions l'image publique de l'État.
En synthèse la succession dans la Maison de Savoie, selon l'interprétation des lois ci-dessus, suit :
- la loi salique, qui comporte l'exclusion des dames de la succession ;
- l'ordre du droit d’aînesse ;
- le principe de parité des noces, exceptionnellement dérogatoire ;
- le principe du consentement royal aux noces de la part du chef de la maison de Savoie, non dérogatoire.

| Cas | Conséquences |
| --- | --- |
| Un prince, avec l'avis du chef de la maison de Savoie, épouse une princesse                                      | Le mariage est dynastique : le prince conservera ses titres et ses droits de succession, la princesse assumera les titres de son mari, les futurs enfants hériteront des titres du prince et seront inclus dans la ligne de succession au trône. |
| Un prince, avec l’assentiment préalable du chef de la maison de Savoie, épouse une femme de condition inférieure | Le chef de la maison de Savoie décidera s’il déclare ou non le mariage dynastique ou morganatique. S’il est dynastique, le prince conservera ses titres et ses droits de succession et la mariée assumera les titres de son mari. Les futurs enfants hériteront des titres du prince et seront inclus dans la ligne de succession au trône. S’il est morganatique, le prince conservera ses titres et ses droits de succession, mais la mariée ne prendra pas les titres de son mari. Les futurs enfants n’hériteront pas des titres du prince et ne seront pas inclus dans la ligne de succession au trône |
| Un prince, sans le consentement préalable du Chef de la Maison de Savoie épouse une princesse                    | Le chef de la maison de Savoie décidera, au cas par cas, des sanctions à infliger |
| Un prince, sans l’assentiment préalable du chef de la maison de Savoie, épouse une femme de condition inférieure | Le prince perd immédiatement tous ses titres et droits de succession. La femme ne prendra aucun titre du prince. Les futurs enfants n’hériteront d’aucun titre du prince et ne seront pas inclus dans la ligne de succession au trône |

Le roi Humbert II n'ayant pas accepté le mariage de son fils unique, le prince Victor-Emmanuel de Savoie, avec la roturière Marina Doria, une partie des monarchistes italiens refuse de reconnaître ce dernier comme l'héritier du trône. C'est la raison pour laquelle le prince Amédée de Savoie-Aoste se positionne lui aussi en prétendant au trône depuis la mort du dernier monarque.

## Contexte

### Ordre de succession en juin 1946
L'ordre de succession au trône, au moment de la cessation de l’établissement monarchique en Italie, était la suivante :
Descendance de Charles-Albert
- Charles-Albert
  -  Victor-Emmanuel II
    -  Humbert Ier
      -  Victor-Emmanuel III
        -  Humbert II
          - (1) Victor-Emmanuel de Savoie

    - Amédée Ier, roi d'Espagne
      - Emmanuel-Philibert de Savoie
        - (2) Aymon de Savoie (Tomislav II de Croatie)
          - Amédée de Savoie-Aoste (1943-2021)

      - (3) Victor-Emmanuel de Savoie-Aoste

  - Ferdinand de Savoie
    - Thomas de Savoie-Gênes
      - (4) Ferdinand de Savoie-Gênes
      - (5) Philibert de Savoie-Gênes
      - (6) Adalbert de Savoie-Gênes
      - (7) Eugène de Savoie-Gênes

### La position d'HumbertII
À la fin des années 1950, certaines revues italiennes et étrangères relatent les aventures sentimentales de Victor-Emmanuel de Savoie avec l'actrice Dominique Claudel. Il est même question de mariage. Le roi Humbert II, dans une lettre à Victor-Emmanuel du 25 janvier 1960, refuse d'accorder son consentement à ce mariage qu'il juge inégal. Il expose son point de vue sur la question : « ton mariage avec Madame Claudel aurait pour conséquence la perte de tes titres et de ton rang ». Le roi, malgré l'affection qu'il porte à son fils, estime que sa position de chef de la maison de Savoie l'oblige à déchoir Victor-Emmanuel de ses droits à la Couronne s'il contracte sans autorisation un mariage avec une femme de rang inférieur. Il s'appuie sur la loi salique, « observée depuis 29 générations et respectée par 43 chefs de famille »".
Le 18 juillet 1963, à la suite d'un article publié dans Oggi, qui annoncé le mariage imminent entre Victor-Emmanuel et sa nouvelle fiancée, la championne de ski nautique Marina Doria, Humbert II demande par écrit à son fils des éclaircissements sur ses projets, lui rappelant l'avertissement contenu dans la lettre de 1960 : « j'ai lu - par hasard - votre entrevue dans « Oggi» : si elle reflète fidèlement votre pensée - et je vous demande de me le faire savoir dès que possible, avec une clarté absolue - je regrette surtout que vous n'ayez pas ressenti le besoin de me parler ou de m'écrire plus tôt, aussi parce que vous traitez de questions qui me concernent directement. En attendant d'avoir votre lettre, je dois, à propos de vos projets de mariage, vous répéter, mot pour mot, ce que j'ai dû vous écrire le 25 janvier 1960, dans une telle circonstance ».
En outre, Humbert II avertit son fils qu'un mariage non autorisé aurait nécessairement des conséquences d'ordre patrimoniale. D'une part, la succession d'Humbert II serait partagée à parts égales avec ses sœurs, Maria Pia, Maria Gabriella et Maria Beatrice, plutôt que de réserver une part plus importante à l'héritier de la dynastie. D'autre part, Humbert II avise son fils qu'il compte lui retirer la dotation de deux mille francs suisses qu'il perçoit mensuellement s'il ne respecte pas son interdit – ce qui advint effectivement.
Le successeur dynastique d'Humbert II serait devenu le parent masculin le plus proche ", c'est-à-dire le duc d'Aoste.
À la suite des noces civiles de Victor Emmanuel avec Marina Doria, célébrées à Las Vegas en 1970, Humbert II prend acte de la déchéance dynastique de son fils et des enfants à naître de ce mariage). Conformément à ce qui avait été notifié le 25 janvier 1960, il infligea les sanctions suivantes :
1. Répartition testamentaire équitable de son héritage entre tous les enfants, sans la plus grande part initialement prévue pour le prince héritier[25] ;
2. Interdiction faite à tous les membres de la maison de Savoie de participer au mariage religieux célébré à Téhéran en 1971 et à la réception subséquente tenue à Genève[26],[27]

Les sanctions ont été infligées par Humbert II avec discrétion, sans proclamations publiques qui auraient pu mettre en lumière la Maison de Savoie, le fils (déjà exposé à des événements connus de nature légal), et le successeur dynastique. En outre, Humbert II bien qu'il ait eu des sentiments d'affection vers Victor-Emmanuel et son petit-fils Emmanuel-Philibert de Savoie et bien qu'il ait participé à des événements familiaux comme le baptême d'Emmanuel-Philibert, ne reconnut la naissance de ce-dernier comme signifiante du point de vue de la dynastie et, en conséquence directe, il ne conféra à Emmanuel-Philibert aucun titre, honneur, ni prédicat honorifique qui lui aurait été donné de droit si Victor-Emmanuel ne fut déchu de sa position en tant que successeur dynastique (dans l'intégralité des Provvedimenti Nobiliari di Grazia e di Giustizia di Umberto di Savoia  il n’apparaît aucune concession signé par Humbert II relatif aux titres de Prince de Piémont et de prince de Venise, bien que ces titres soient utilisés constamment par Emmanuel-Philibert).

### Après la mort d'Humbert II
La santé d'Humbert II, touché par une tumeur osseuse, s'est considérablement détériorée à l'automne 1982. Selon le témoignage de la princesse Maria Beatrice, « Victor allait frénétiquement dans les couloirs de la clinique avec un papier en main. Il s'agissait du décret d'anoblissement de son épouse Marina. Il l'avait préparé depuis longtemps et il espérait qu'au moment de mourir, Humbert II le signe. Mais il n'y parvient pas. »
Au début de l'année 1983, dans la phase terminale de la maladie, Humbert II est transféré de Londres à l'hôpital de Genève pour faire en sorte qu'il soit proche de sa famille. Après sa mort, survenue le 18 mars, Victor-Emmanuel agit en tant que chef de la maison de Savoie en assumant les titres et prérogatives, bien que les questions relatives à son mariage non autorisé et aux conséquences de la déchéance de la succession divisent les monarchistes italiens. Son fils Emmanuel-Philibert, est titré prince de Piémont et de Venise, il se voit attribuer le prédicat d'altesse royale
Humbert II avait laissé quelques dispositions testamentaires d'une grande valeur historique, comme le legs de tous les documents provenant des archives secrètes à l'État italien ou des colliers de l'ordre suprême de la Très Sainte Annonciade au musée du Risorgimento, le plus prestigieux des ordres de la maison de Savoie. Le roi avait nommé comme exécuteurs testamentaires deux de ses petits-fils : Siméon de Bulgarie et Maurice de Hesse-Cassel. Ces derniers, le 20 mars 1984, se plaignirent du comportement d'obstruction mis en place par Victor-Emmanuel et le 1er avril, ils démissionnèrent de la charge devant l'impossibilité de remplir les dernières volontés du roi,,. La collection des documents privés d'Humbert II, en effet, rejoignirent les Archives d'État de Turin qui sont gravement incomplètes, et aucun collier de l'Ordre de la Très Sainte Annonciade ne fut jamais consigné par Victor-Emmanuel à monument à Victor-Emmanuel II.
Le 15 janvier 2020, Victor-Emmanuel de Savoie annonce dans un communiqué de presse qu'il a utilisé, le 28 décembre 2019, ses droits et prérogatives de chef de la maison de Savoie pour abolir la loi salique qui régissait l'ordre de succession en faveur d'une primogéniture absolue, permettant à ses descendants de lui succéder par ordre de naissance, quel que soit leur sexe, sur la base de « l'égalité entre les sexes et de son application à la fois acceptée et appliquée par une législation internationale extensive ». Il cite, par ailleurs, la Charte des droits fondamentaux de l'Union européenne, appliquée dans le traité de Lisbonne de 2009, qui a réaffirmé le principe de l'égalité entre les hommes et les femmes et les valeurs et objectifs de l'Union européenne, lui conférant une valeur juridique contraignante.
Le même jour, en réponse à cet acte, l'Union monarchiste italienne a annoncé qu'elle s'opposait à cet acte de changement des règles de succession opéré par le « prince de Naples ».

## Ordre de succession selon les partisans du prince de Piémont
Selon les partisans de la branche aînée, l’actuel prétendant (« no 0 » de la liste) au trône d'Italie est le prince Emmanuel-Philibert de Savoie, duc de Savoie, prince de Venise, né le 22 juin 1972. Il est prétendant au trône depuis la mort de son père, le prince Victor-Emmanuel de Savoie, le 3 février 2024.
- Victor-Emmanuel II (1820-1878)
  -  Humbert Ier (1844-1900)
    -  Victor-Emmanuel III (1869-1947)
      -  Humbert II (1904-1983)
        - Victor-Emmanuel de Savoie (1937-2024), duc de Savoie, prince de Naples
          - (0)  Emmanuel-Philibert de Savoie (né en 1972), duc de Savoie, prince de Venise
            - (1)  Vittoria de Savoie (née en 2003), princesse de Carignan, marquise d'Ivrée
            - (2)  Luisa de Savoie (née en 2006), princesse de Chieri, comtesse de Salemi

  - Amédée de Savoie (Amédée Ier d'Espagne)
    - Emmanuel-Philibert de Savoie
      - Aymon de Savoie (Tomislav II de Croatie)
        - Amédée de Savoie-Aoste (1943-2021), duc d'Aoste
          - (3)  Aimon de Savoie-Aoste (né en 1967), duc d'Aoste
            - (4)  Umberto de Savoie-Aoste (né en 2009)
            - (5)  Amedeo de Savoie-Aoste (né en 2011)

## Ordre de succession selon les partisans du duc d'Aoste
Selon les partisans de la branche cadette, l’actuel prétendant (« no 0 » de la liste) au trône d'Italie est le prince Aimon de Savoie-Aoste, duc des Pouilles, duc d'Aoste, né le 13 octobre 1967. Il est prétendant au trône depuis la mort de son père, le prince Amédée de Savoie-Aoste, le 1er juin 2021.
- Victor-Emmanuel II (1871-1874)
  -  Humbert Ier (1844-1900)
    -  Victor-Emmanuel III (1869-1947)
      -  Humbert II (1904-1983)
        - (le prince Victor-Emmanuel de Savoie et sa descendance sont exclus de la succession au trône)

  - Amédée de Savoie (Amédée Ier d'Espagne)
    - Emmanuel-Philibert de Savoie
      - Aymon de Savoie (Tomislav II de Croatie)
        - Amédée de Savoie-Aoste (1943-2021), duc de Savoie
          - (0) Aimon de Savoie-Aoste (né en 1967), duc de Savoie
            - (1) Umberto de Savoie-Aoste (né en 2009), prince de Piémont
            - (2) Amedeo de Savoie-Aoste (né en 2011), duc des Abruzzes